# Rest In Peace: The Final Concert
Rest in Peace: The Final Concert è un album dal vivo della rock band gotica inglese Bauhaus, il concerto si è tenuto all'Hammersmith Palais di Londra nel 1983.

Il primo disco è il concerto e il secondo disco è il bis.

## Tracce

### Disco 1
1. (Introduction) Satori - 4:36
2. Burning from the Inside - 7:09
3. In Fear of Fear - 3:21
4. Terror Couple Kill Colonel - 3:45
5. The Spy in the Cab - 4:46
6. Kingdom's Coming - 3:35
7. She's in Parties - 4:15
8. Antonin Artaud - 3:41
9. King Volcano - 2:51
10. Passion of Lovers - 3:31
11. Slice of Life - 3:42
12. In Heaven - 3:01
13. Dancing - 2:54
14. Hollow Hills - 5:27
15. Stigmata Martyr - 3:40
16. Kick in the Eye - 3:21
17. Dark Entries - 4:34

### Disco 2
1. Double Dare - 4:58
2. In the Flat Field - 4:20
3. Boys - 2:41
4. God in an Alcove - 4:04
5. Hair of the Dog - 2:53
6. Bela Lugosi's Dead - 9:46

## Formazione
- Peter Murphy – voce, chitarra
- Daniel Ash – chitarra
- David J – basso
- Kevin Haskins – batteria